# Esercito di Insurrezione e Liberazione Queer
L'Esercito di Insurrezione e Liberazione Queer (in inglese The Queer Insurrection and Liberation Army, da cui l'acronimo TQILA, pronunciato come "tequila") era un gruppo armato anarchico omosessuale e una sottounità delle Forze Guerrigliere Popolari per la Rivoluzione Internazionale, formata il 24 luglio 2017 da membri LGBT delle IRPGF. La creazione dell'armata è stata annunciata nella città siriana di Raqqa, congiuntamente a una dichiarazione d'intenti che spiegava le motivazioni dietro la formazione. La persecuzione sistemica degli individui LGBT da parte dello Stato Islamico è stata evidenziata come una motivazione significativa per la creazione del gruppo.
TQILA detiene il primato di essere il primo gruppo armato LGBT a combattere contro lo Stato islamico, nonché la prima milizia LGBT del Medio Oriente.

## Formazione
La foto di presentazione del gruppo armato ritraeva alcuni combattenti in posa accanto a un cartello con il motto "Questi froci uccidono i fascisti" e a due bandiere (quella propria della brigata e quella arcobaleno). Diversi media di massa occidentali hanno ripreso questa immagine, che ha raggiunto un discreto livello di viralità.
L'unità, come il resto delle IRPGF, è membro della Brigata Internazionale di Liberazione. Una delle foto di presentazione del gruppo ritraeva Heval Mahir, comandante della Brigata Internazionale di Liberazione, con in mano la bandiera LGBT.
Pur facendo parte del Brigata Internazionale di Liberazione, alcuni organi di stampa hanno erroneamente riportato che il TQILA fosse un'unità ufficiale delle Forze Democratiche Siriane. Ciò ha spinto Mustafa Bali, direttore editoriale delle FDS, a negare pubblicamente tali asserzioni, dichiarando che non esiste alcuna brigata LGBT all'interno della coalizione. Tuttavia, non ha negato l'esistenza di una brigata LGBT all'interno della Brigata Internazionale di Liberazione.